# Władimir Andrianow
Władimir Nikołajewicz Andrianow (ros. Влади́мир Никола́евич Андриа́нов, ur. 28 lipca 1913 w Mikołajowie, zm. 29 maja 1978 tamże) – radziecki działacz  państwowy.

## Życiorys
W 1936 ukończył Mikołajowski Instytut Stoczniowy, 1936-1941 pracował jako mechanik i szef warsztatu stoczni w Mikołajowie, 1941-1943 był głównym energetykiem stoczni tiumeńskiej, a 1943 szefem wydziału stoczni w Gorochowcu. W latach 1944–1951 i 1956-1959 był głównym inżynierem, głównym energetykiem, szefem warsztatu montażowego i zastępcą dyrektora stoczni w Mikołajowie, a 1951-1956 głównym inżynierem stoczni w Leningradzie. W latach 1959–1960 był szefem Wydziału Technicznego Sownarchozu Chersońskiego Ekonomicznego Rejonu Administracyjnego, 1960-1961 szefem Zarządu Okrętownictwa tego Sownarchozu, od 1961 do stycznia 1963 zastępcą przewodniczącego tego Sownarchozu, a od stycznia 1963 do grudnia 1964 przewodniczącym Komitetu Wykonawczego Mikołajowskiej Przemysłowej Rady Obwodowej. Od grudnia 1964 do 1965 był przewodniczącym Komitetu Wykonawczego Mikołajowskiej Rady Obwodowej, 1965-1976 dyrektorem stoczni w Mikołajowie, następnie do końca życia dyrektorem mikołajowskiej filii Północnego Biura Projektowo-Konstruktorskiego.